# Johann Westermann (Dichter)
Johann Westermann (* 1741 in Hofgeismar; † 1784 in Bremen) war ein deutscher Lyriker des Barocks.

## Leben
Er war der Sohn eines reformierten Pastors. Johann Westermann studierte Theologie in Marburg. Anschließend war er einige Zeit Schuldirektor in Leer in Ostfriesland. Als Kandidat der reformierten Kirchen- und Schulbehörde des geistlichen Ministeriums kam er nach Bremen. 1765 veröffentlichte der Dichter in seiner Sammlung Die Allerneusten Sonette als erster Lyriker seit dem Barock wieder Sonette, die in traditionellen Alexandrinern gehalten waren. 1784 starb Johann Westermann in Bremen.

## Einzelnachweis
1. ↑  Textprobe

| Personendaten    | Personendaten                |
| ---------------- | ---------------------------- |
| NAME             | Westermann, Johann           |
| KURZBESCHREIBUNG | deutscher Lyriker des Barock |
| GEBURTSDATUM     | 1741                         |
| GEBURTSORT       | Hofgeismar                   |
| STERBEDATUM      | 1784                         |
| STERBEORT        | Bremen                       |